# Dubyaea
Dubyaea es un género de plantas herbáceas perteneciente a la familia Asteraceae. Es originario de las regiones templadas de Asia. 

## Especies
1. Crepidifolium afghanicum (Podlech) Sennikov in Komarovia 5: 100. 2008
2. Crepidifolium akagii (Kitag.) Sennikov in Komarovia 5: 95. 2008
3. Crepidifolium serawschanicum (B.Fedtsch.) Sennikov in Komarovia 5: 96. 2008
4. Crepidifolium tenuifolium (Willd.) Sennikov in Bot. Zhurn. 92: 1752. 2007